# Gyulafehérvári érseki székesegyház

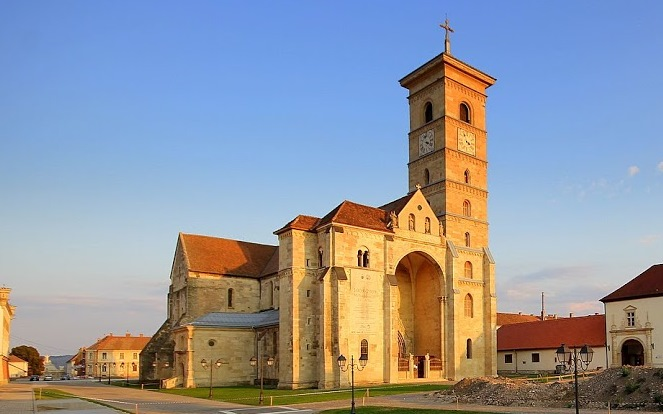
A Szent Mihály székesegyház Gyulafehérváron

A Gyulafehérvári érseki székesegyház a Szent István király által alapított erdélyi püspökség, majd az 1991-ben érsekség rangjára emelt főegyházmegye széktemploma. 1991 óta az épület a Gyulafehérvár történelmi központja helyszín részeként a világörökség javaslati listáján szerepel. Az épület fent van a romániai műemlékjegyzék listán is AB-II-m-A-00129 szám alatt.

## Történelem
1003-ban István király legyőzte anyai nagybátyját, Prokuj gyulát, és megtörte annak hatalmát Erdélyben. Ezzel elhárult az akadály az egyházi szervezet erdélyi kiépítése elől. Az erdélyi püspökség alapítását 1009-ben a pápai legátus látogatásakor véglegesítette a király. Ezt megelőzően, 952–953-tól Zombor gyula meghívására már folyt missziós tevékenység Hierotheosz görög püspök révén, gyulafehérvári vagy szávaszentdemeteri központtal. Bizonyos, hogy az első székesegyház építését már a püspökség alapításakor megkezdték.
A mai székesegyház homlokzatától 32 m-re egyhajós, egyetlen félköríves apszissal záródó, mintegy 20 m hosszú templom romjait tárták fel, mely semmilyen írásos hagyományban nem szerepel. Építése során, alapárkainak kiásásakor átvágtak két, a 9. század végén felgyújtott és elhagyott bolgár településből maradt házmaradványt, ami arra utal, hogy a korábbi településnek ekkor már nem volt nyoma. Emellett szétromboltak egy honfoglalás kori magyar lovassírt is, azaz valószínűleg ez a 10. századi családi temető sem volt már látható. Ez az egyhajós templom csak rövid ideig működött, valószínűleg nem felelt meg a célnak, ezért lebontották és helyét elegyengették. Ezt az bizonyítja, hogy a későbbi székesegyházat körülvevő temető Könyves Kálmán pénzeivel keltezett sírja már átvágja az egykori templom alapjait. Ez lehetett tehát az első püspöki templom. (Entz Géza a későbbi első székesegyházzal egykorú esperesi templomnak tartotta, ezt azonban a régészeti eredmények, rétegviszonyok egyértelműen kizárják.)
Ezzel egyidejűleg, ettől a legkorábbi püspöki templomtól 60 m-re keletre állt egy körtemplom (rotunda), mely vélhetően az ispánok vártemploma lehetett. Ezt később egyes feltételezések szerint beépítették a Szent László vagy Kálmán idejében emelt első székesegyházba, de sem ez, sem ennek ellenkezője nem igazolt. Az építmény alapjait először megtaláló Möller István a kváderkövei közötti habarcsba keverve téglaport azonosított, és ezt bizánci-bolgár hatásként határozta meg. Részben erre alapozva román történészek a gyulák és Hierotheosz püspök templomának feltételezik, jóllehet a bizánci ortodox építészetben ilyen rotundák nem ismertek.
2011-ben a mai székesegyház főhomlokzata előtti téren, annak bejáratától 24 méterre egy addig nem ismert templom alapjaira, köztük teljesen ép apszisára bukkantak. A 20,7 m hosszú, 12 m széles egyszerű görög kereszt alaprajzú, egy félköríves apszisból és négyzet alakú hajóból álló templom a 10. század közepe és a 11. század eleje között épült; bizánci stílusra jellemző alaprajza a gyula-korabeli alapítást valószínűsíti. Helyén később, a 11. század végétől temető létesült, így ekkorra már lebonthatták.

### Az első székesegyház

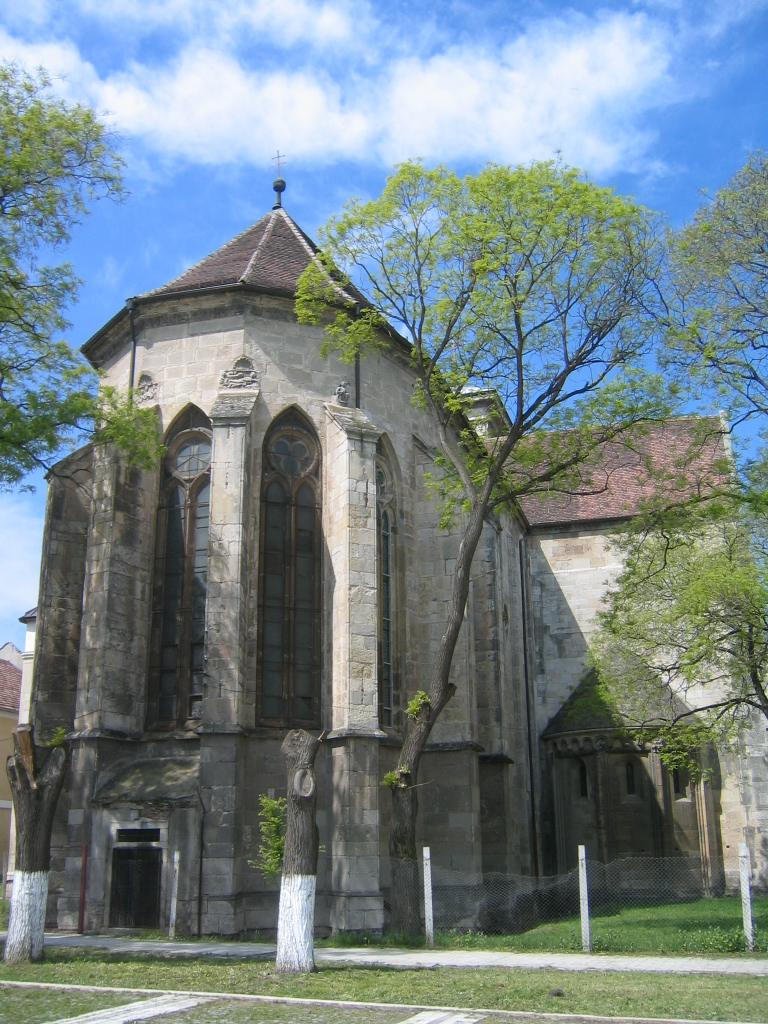
A székesegyház szentélye

Möller István és Fridli Sándor építészek 1905 és 1908 között a mai székesegyház padlója alatt egy korábbi háromhajós, egyetlen nagy félköríves apszisban végződő bazilika alapfalainak részleteit tárták fel. A nyugati alapfalakat már az első ásatáskor feltárták és számos faragványt, pillértöredéket, dombormű töredékeket találtak. Ők találták meg a rotunda alapjait is, melyet a templom keresztelőkápolnájaként azonosítottak. A háromhajós templomot Szent István püspöki bazilikájának tartották, melynek építése egészen Szent László idejéig tartott; sokáig ez határozta meg a magyar tudományos álláspontot, mely az erdélyi szakirodalomra a mai napig hatással van. Léstyán Ferenc a mai székesegyházat Szent László-i alapításúnak kívánja látni, ezért azt feltételezi, hogy ez a korábbi templom már a 11. század végét sem érte meg.
A korhatározást segíti, hogy az első székesegyház bontása során a másodikba átmentett Maiestas Domini timpanon Dávid herceg és Könyves Kálmán pecsétjei alapján egyértelműen az 1090 körüli évekre datálható. Radu Heitel 1968-tól 1977-ig tartó feltárásai pontosan meghatározták a 38 m hosszú templom alapfalait, melynek mérete és szerkezete arra utalnak, hogy a Szent László-kori nagyszabású építmények közé tartozik (pl. a somogyvári bazilika mellett). Ekkor derült fény arra is, hogy a rotunda tengelye nem illeszkedett ennek a székesegyháznak a tájolásához, sőt, a bazilika falának alapozása ráépült a rotunda északi szélére, vagyis az ekkor vélhetően már nem állt. A templom körüli temető 1953-ban feltárt sírjai mind 12. századiak voltak, amit Kálmán, II. István és III. Béla sírobulusai bizonyítanak. Később ennek a temetőnek összesen 291 sírját sikerült feltárni, melyek megerősítették ezt a keltezést, emellett kiderült, hogy közülük 9 temetkezést a későbbi második székesegyház építésekor romboltak szét.

### A második székesegyház
A második székesegyházat valószínűleg Szent László király idejében kezdték el építeni. Ehhez már nem használták fel az előző bazilika alapjait, mert sokkal nagyobb, nagyszabású székesegyházat terveztek. Építéséhez a burgundi és közép-franciaországi templomok szolgáltak mintaként. Az új székesegyház szintén háromhajós, de gazdagabb kereszthajóval és középponti toronnyal ellátott épület volt. A homlokzati részt két torony ékesítette, melyek a mai tornyok második emeletéig értek. A templomból több részlet a mai napig megmaradt, ilyenek a kereszthajók homlokívei, a diadalív, a mellékszentélyek félköríves záródásai és a mellékapszisok keskeny ablakai. Ebből a templomból származik a sekrestye, a hosszhajó keleti része, az északi előcsarnok és a fejedelmi kapu. A templom a tatárjáráskor pusztult el, amikor az ide menekült lakosságra rágyújtották, boltozatai beszakadtak és a hajók találkozásánál épített központi torony leomlott. A romos templomot Rogerius mester váradi kanonok beszámolójából ismerjük, aki szerint a romokat a legyilkoltak vére borította és az egész környék tele volt a holtak tetemeivel.

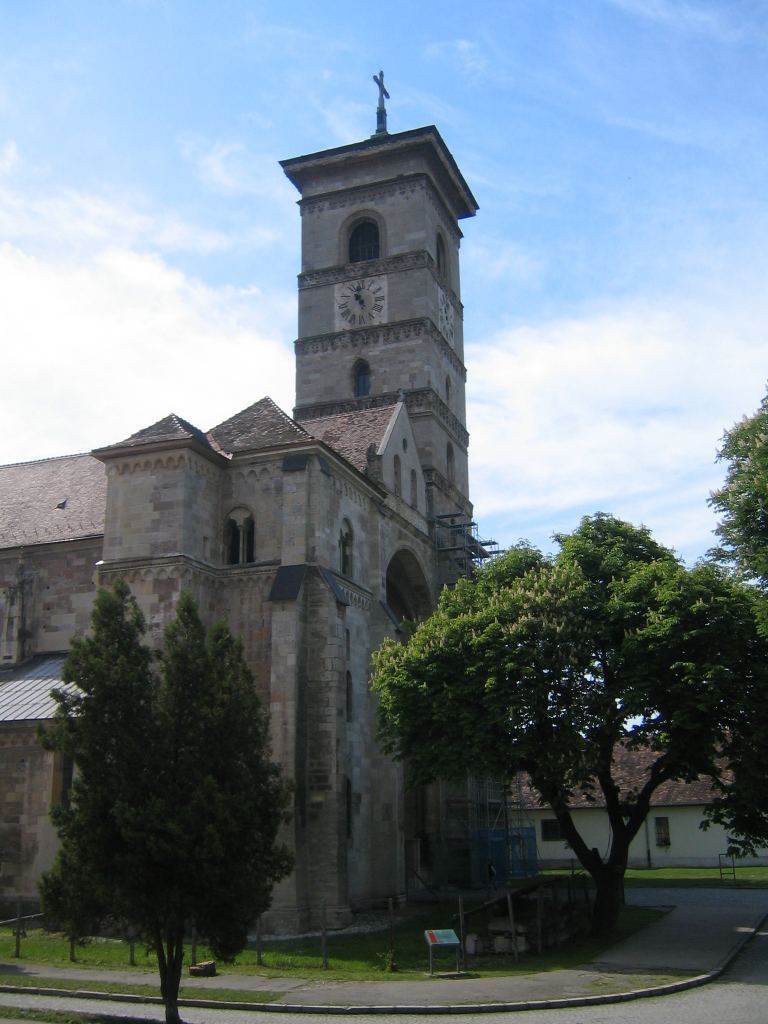
A homlokzat

### A mai templom
A helyreállításkor a középtornyot már nem építették újjá, maradványai a tetőszék alatt láthatók. Visszaépítették a kereszthajó és szentély első négyzetét, melyhez karcsú kora gótikus szentélyt építettek. Alig fejeződött be az újjáépítés, amikor 1277. február 21-én a szászok feldúlták és felgyújtották a templomot, miután ismét nagy anyagi áldozatokkal állították helyre.
A 15. században boltozták be a főhajó nyugati részét és a tornyokat két emelettel megemelték. 1439-ben egy török betörés alkalmával a templom ismét károkat szenvedett. Az ekkori helyreállításhoz az esztergomi érsek mellett Hunyadi János is hozzájárult, akinek a nevéhez a szentély gótikus stílusú meghosszabbítása fűződik. Ő építtette a díszes nyugati főkaput és a két torony közé épített erkélyt, melyet később háromszögű oromfallal zártak le. A nagy hadvezér ekkor hagyta meg, hogy őt is a templomba temessék el.

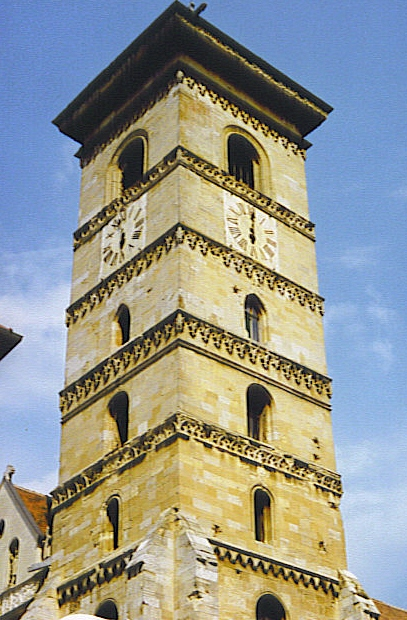
A torony

A 16. század elején az északi előcsarnokot kápolnával, az úgynevezett Lászai-kápolnával bővítik. A kápolna gótikus és reneszánsz elemeket ötvöző oltára 1512-re készült el. A kápolnába és az északi kereszthajó közé 1512 és 1514 között Várday Ferenc püspök megépítette a Szent Anna tiszteletére szentelt Várday-kápolnát. A templomot 1601-ben Vitéz Mihály havasalföldi fejedelem román seregei kirabolták, a Hunyadiak sírköveit összetörték, majd 1603-ban Giorgio Basta császári serege ostrom után pusztította a székesegyházat.

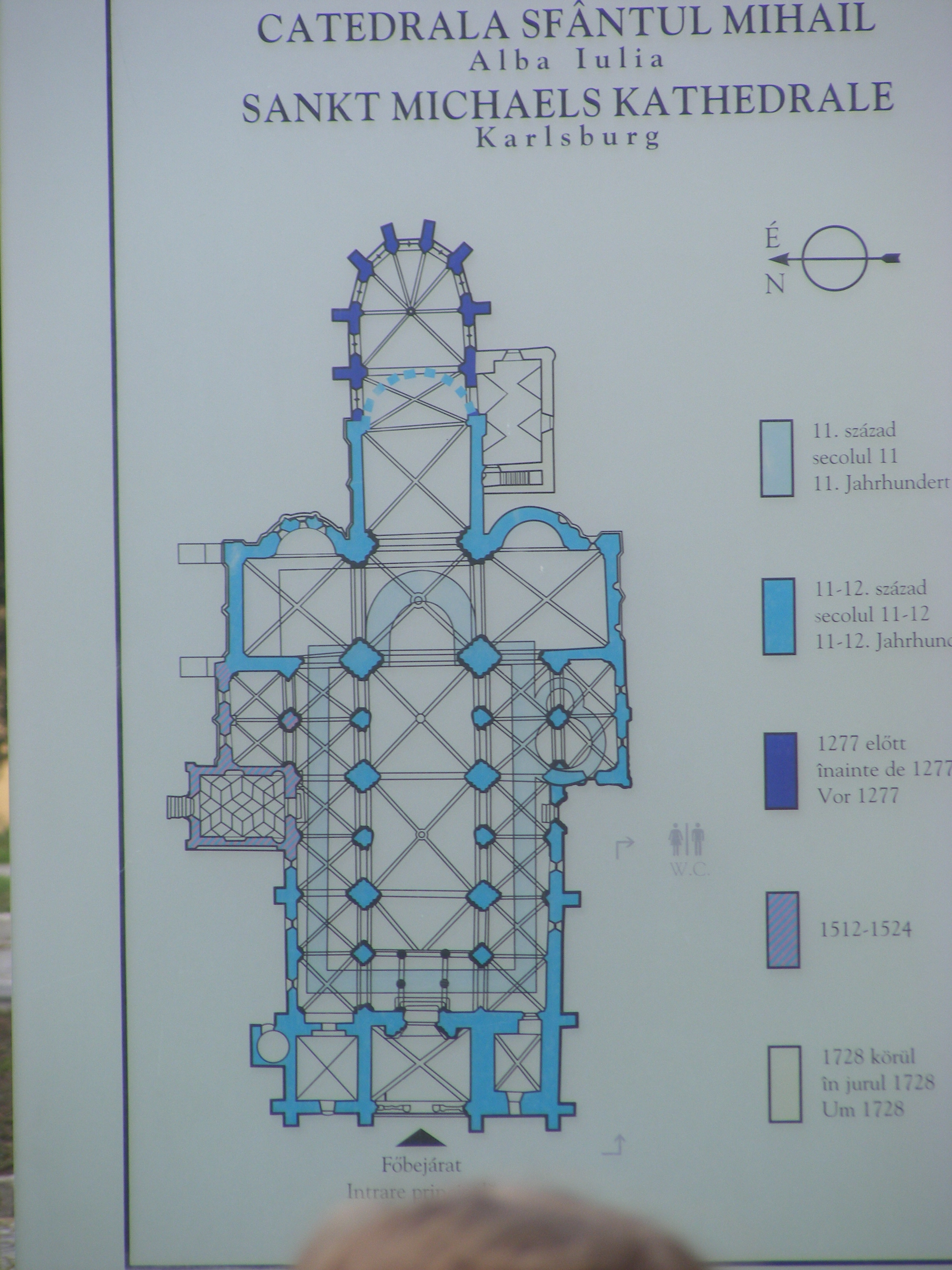
A székesegyház alaprajza

1658-ban a török Erdély elleni büntető hadjárata során ismét feldúlták a templomot, I. Rákóczi György és Bethlen Gábor díszes síremlékeit összetörték. A Rákóczi-síremlék anyagából a 18. század elején Mártonffy püspök négy oltárt állíttatott fel.

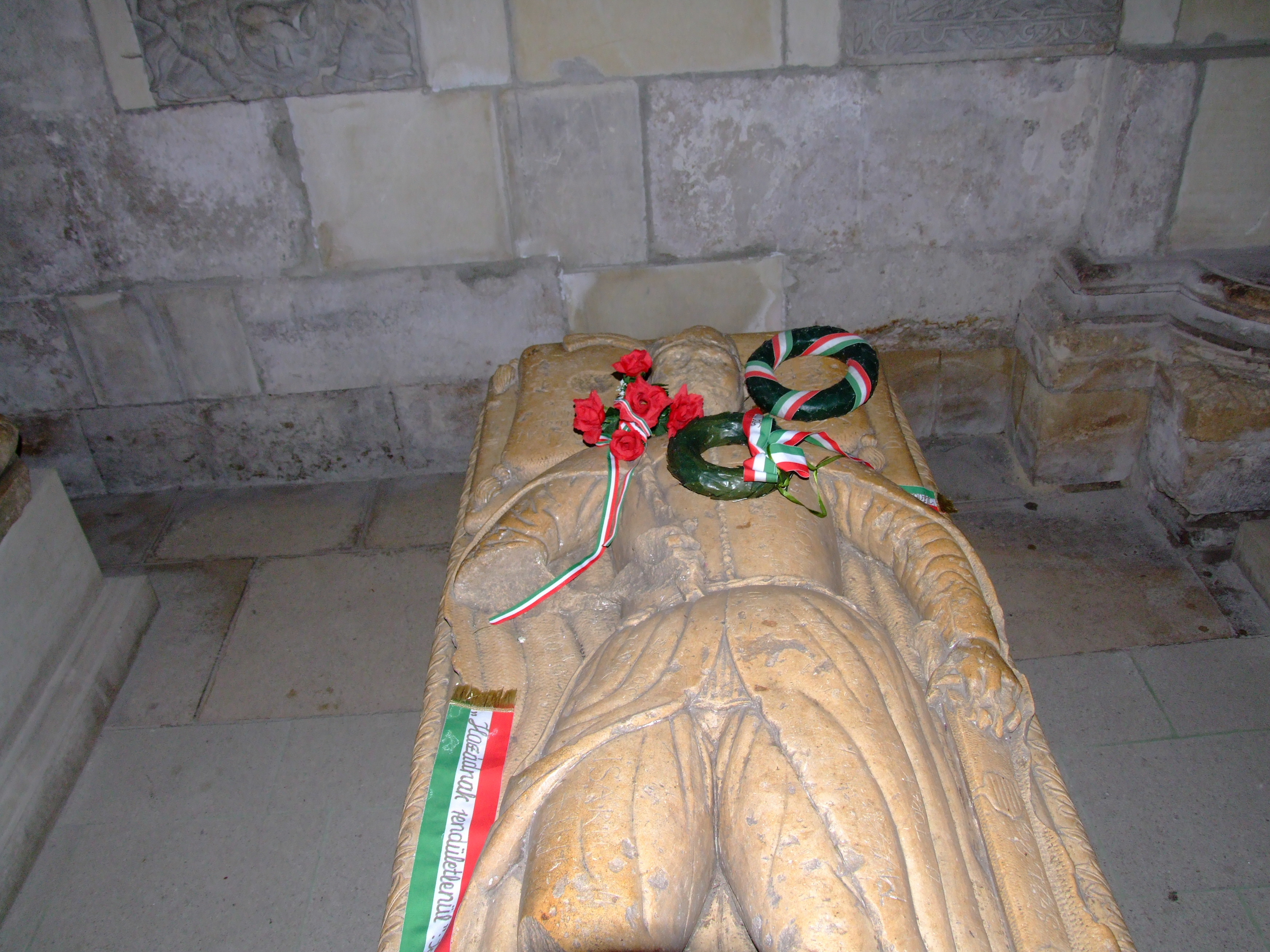
Hunyadi János síremléke

## A székesegyház belseje
A templom monumentális jellegét jól mutatják méretei, hossza 83 m, szélessége 38 m, magassága 19 m. Alaprajza a középkori román stílusú bazilikák jegyeit mutatja.

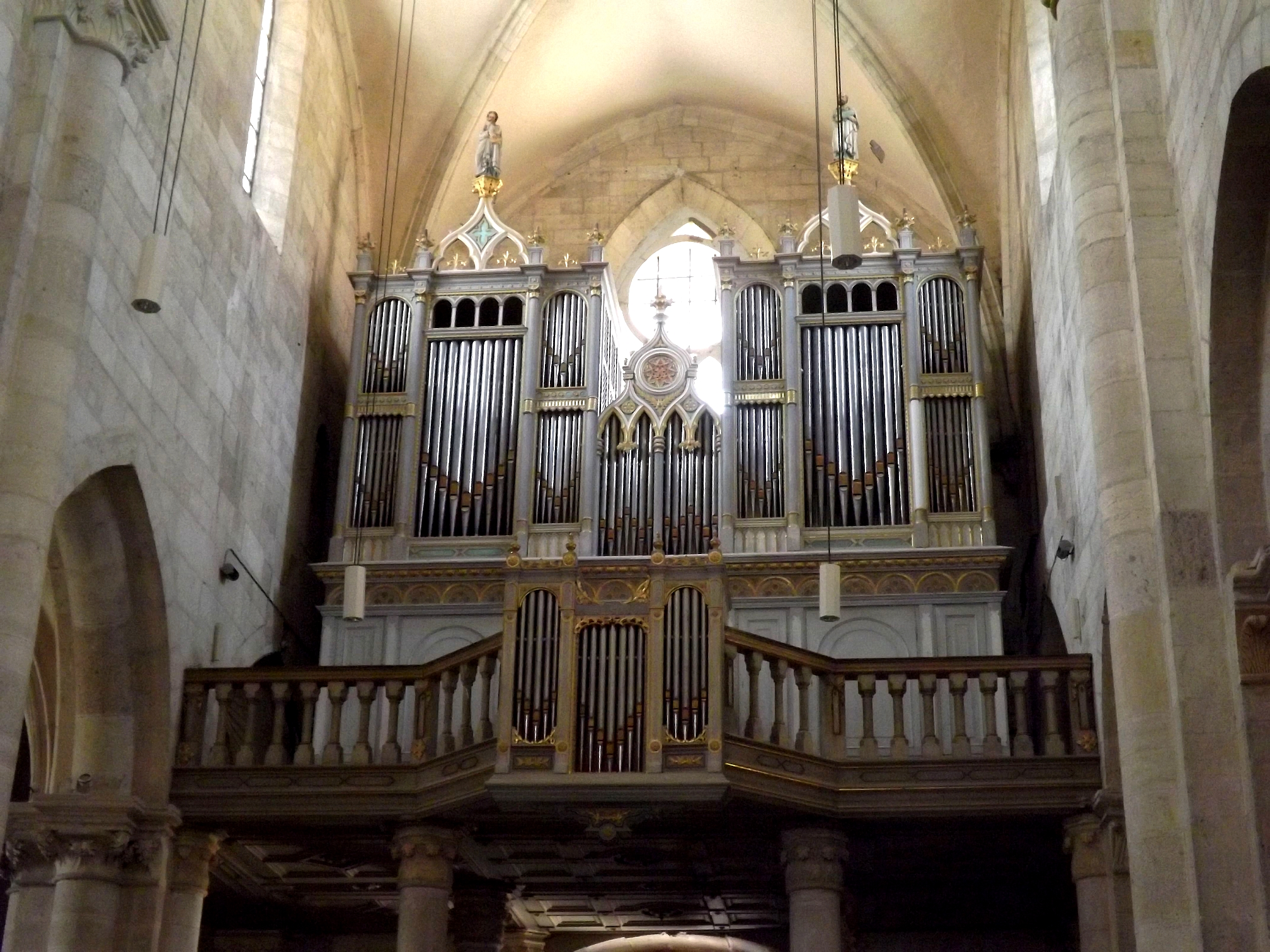
Az orgona

A főbejárattól balra a kórust tartó első oszlop előtt Martinuzzi Fráter György sírja látható. A boltív egyik zárókövén a templomot újjáépítő Szécsy püspök kétfejű sast ábrázoló családi címere. A templom szószéke és főoltára 16. századi munka. A szentély alsó részében a barokk kanonoki stallumokat találjuk, a székék támláján bibliai jelenetek, felül pedig az apostolok, valamint Jézus és Mária mellszobrai. A szentély déli falában szépen kivitelezett szentségtartó fülke látható. Az oszlopfőkön jól láthatók a későbbi toldások nyomai, minden oszlopfő díszítése más és más. A kereszthajó déli oldalán nagy méretű rózsaablak. A déli mellékhajóban található apszis az első templom keresztelőkápolnájának nyugati záródása lehetett. A déli mellékhajó nyugati részében a Hunyadiak sírjai, illetve azok maradványai láthatók. A legépebb a kormányzó testvérének sírja, középen a kormányzóénak tartott síremlék, míg a tőle keletre fekvő sírt Hunyadi Lászlóénak tartják. Az utóbbi kettő azonosítása teljesen bizonytalan, a kormányzó fekvő alakja például sokkal inkább Bocskai alakjára emlékeztet. A sírok a többszöri dúlás és áthelyezés miatt valójában üresek. Az északi mellékhajóban a Szécsy-Várday kápolnába lépünk. Itt található Szécsy és Czudar Imre püspök padlóba süllyesztett síremléke, valamint Izabella királyné és fia, János Zsigmond gazdagon díszített márvány síremlékei.
A kereszthajó apszisában 16. századi freskótöredékek láthatók, melyeket még Várday püspök készíttetett. Az alakok közül Szent András és Szent Jakab apostolok alakjai ismerhetők fel. Visszafordulva a Lászay-kápolnába jutunk, gótikus csillagboltozatában három reneszánsz címerrel. Az északi mellékhajóba vezető ajtó feletti mélyedésben Lászay püspök térdelő alakja a Szűz Mária térdén ülő kis Jézus előtt.
A templom orgonáját 134. opuszaként Kolonics István kézdivásárhelyi orgonaépítő készítette 1877-ben.

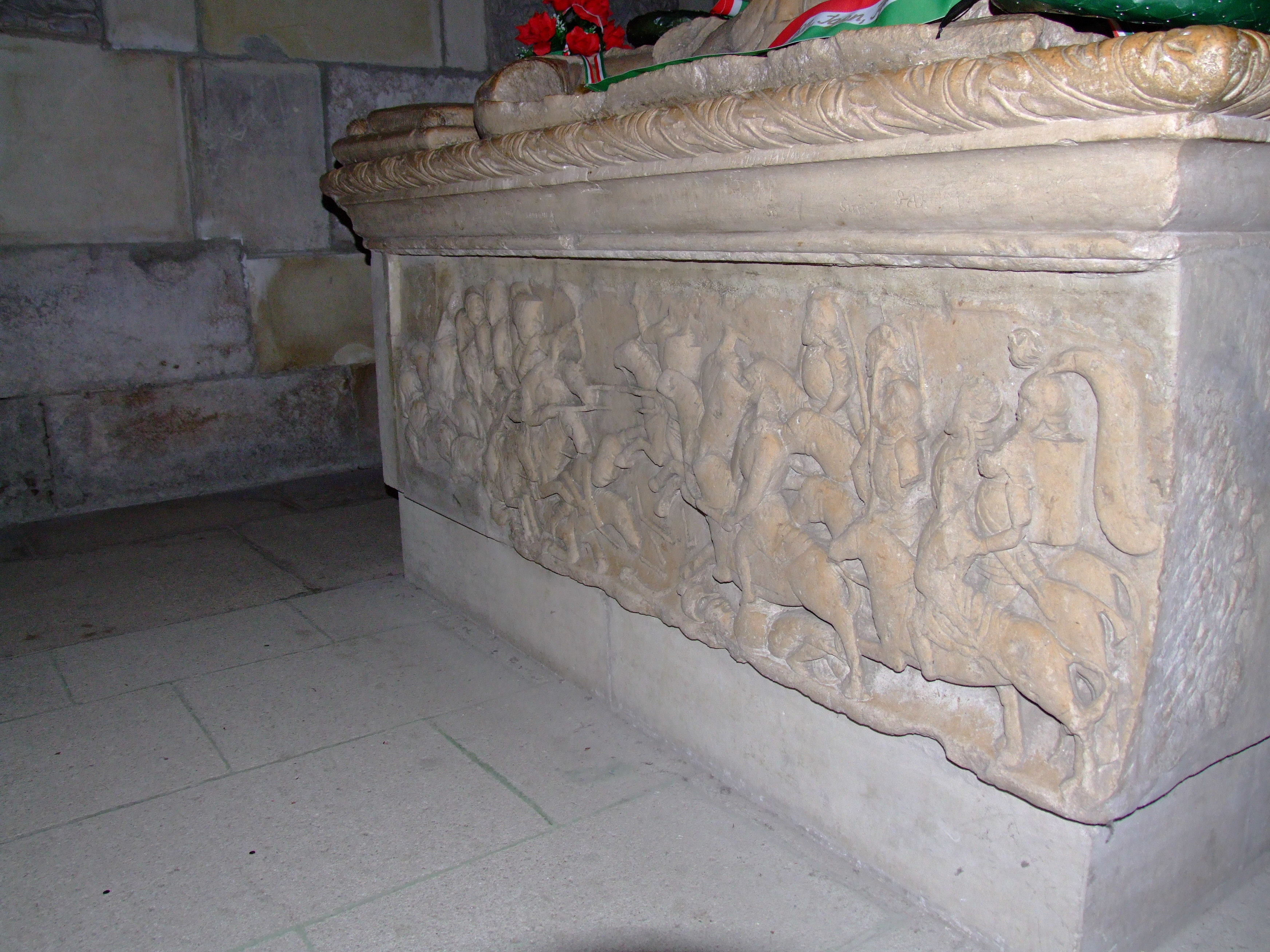
Hunyadi János szarkofágjának domborműve

## A sírbolt
A székesegyház sírboltjában 11 erdélyi püspök nyugszik: Mártonffy György, Antalfi János, Sorger Gergely, Bajtay Antal, Manzador Piusz, Batthyány Ignác, Mártonffy József, Kovács Miklós, Vorbuchner Adolf, Márton Áron és Jakab Antal valamint Maczalik Győző titkos püspök, vértanú.